# TAO
|  | Per a altres significats, vegeu «Tao (desambiguació)». |

 Track At Once  (TAO) és una mode de gravació de suports, CD-RW o DVD. En aquest mode, el làser s'atura cada cop que finalitza una pista i torna a arrencar a la següent, al final de totes les pistes, grava la taula de continguts, TOC. D'aquesta manera, queda un espai en blanc entre pista i pista. A causa d'això, ja no compleix amb les especificacions d'àudio del Red Book. Els CD gravats amb aquest sistema no són autèntics CD Digital Audio.